# Advanced Photo System

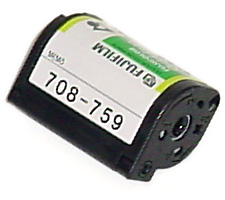
En Advanced Photo System-kassett.

Bildsensorer i APS-fomat jämfört med fullformat och mindre format.

Advanced Photo System, ofta kallat APS, är ett filmformat för stillbildskameror. Utvecklat och marknadsfört av Eastman Kodak 1996. 
Filmen är 24 millimeter bred och den exponerade ytan har måtten 30,2×16,7 mm, samt har ett variabelt format enligt följande:
- C står för Classic (klassiskt, beskuret) med måtten 25,1×16,7 mm och formatet 3:2, som på småbildsfilm
- H står för High Definition (högupplöst) med måtten 30,2×16,7 mm och formatet 16:9, det vill säga litet bredare
- P står för Panorama (beskuret) med måtten 30,2×9,5 och format 3:1 det vill säga mycket bredare bild

Filmen finns inuti en kassett som är väldigt lik kassetten för 135-film, men med skillnaden att filmen aldrig sticker ut ur kassetten när den inte är i kameran. Filmen matas ut ur kassetten när kassetten stoppas in i kameran, och snurras tillbaka in i kassetten när den skall tas ur kameran. Markeringar på kassettens sida visar om den är oexponerad, delvis exponerad eller färdigexponerad.
År 2004 tillkännagav Kodak att man slutar produktionen av APS-kameror. Benämningarna APS-C och APS-H lever dock vidare som bildsensorformat på digitala systemkameror. Bildsensorer i APS-format är mindre och billigare än fullformatssensorer.